# Convolvulus cneorum
Il vilucchio turco (Convolvulus cneorum L., 1753) è una pianta appartenente alla famiglia delle Convolvulacee, a distribuzione mediterranea.

## Descrizione
A differenza della gran parte delle specie del genere Convolvulus, C. cneorum non è una pianta rampicante ma un arbusto.
Le foglie sono di colore grigio-verde e sono ricoperte da una fitta peluria che da alla pianta un aspetto argenteo.
I fiori sono bianchi con il centro giallo ed hanno un diametro da 2,5 a 4 cm.

## Distribuzione e habitat
È diffusa nelle aree costiere di Tunisia, Italia, e della penisola Balcanica.
In Italia è presente, con un areale molto frammentato, sulle coste della Toscana, della Campania (comprese Capri e l'arcipelago Li Galli) e della Sicilia nord-occidentale.
Predilige suoli alcalini in pieno sole, da 0 a 600 m sul livello del mare.